# Colleretto Giacosa
Colleretto Giacosa (no passado Colleretto Parella; em piemontês Corèj Giacosa) é uma comuna italiana da região do Piemonte, província de Turim, com cerca de 627 habitantes. Estende-se por uma área de 4 km², tendo uma densidade populacional de 157 hab/km². Faz fronteira com Samone, Loranzè, Pavone Canavese, Parella, San Martino Canavese.

## Demografia
| Variação demográfica do município entre 1861 e 2011                               |
|                                                                                   |
| Fonte: Istituto Nazionale di Statistica (ISTAT) - Elaboração gráfica da Wikipedia |